# Platja de la Mata
La platja de la Mata és una platja situada a la Costa Blanca, al municipi de Torrevella (Baix Segura, País Valencià). És la platja més extensa de Torrevella, pel que està ben comunicada amb vint accessos amb un passeig marítim. L'atractiu d'aquesta platja recau en el seu entorn, dominat per la llacuna de la Mata, inclosa dins del Parc Natural de les Llacunes de la Mata i Torrevella.